# Meinolf Michels
Meinolf Michels (* 2. November 1935 in Großeneder; † 4. März 2019) war ein deutscher Politiker (CDU) und Bundestagsabgeordneter.

## Leben
Michels besuchte die Volksschule und anschließend die Landwirtschaftliche Fachschule. Nach dem Abschluss arbeitete er als selbständiger Landwirt. Seit Oktober 1972 war er Vorsitzender des Kuratoriums der Landvolkhochschule Hardehausen. Michels war seit 1975 Mitglied des Rates der Stadt Borgentreich und von 1969 bis 1974 ehrenamtlicher Bürgermeister der Gemeinde Großeneder und später der Stadt Borgentreich. Dem Kreistag gehörte er seit 1969 an. In den Bundestag wurde er erstmals 1980 für den Wahlkreis Höxter – Lippe II gewählt. Er war Obmann der Arbeitsgruppe Ernährung, Landwirtschaft und Forsten der CDU/CSU-Fraktion und seit 1991 Vertreter der Bundesrepublik Deutschland in der Parlamentarischen Versammlung des Europarates und zugleich Vertreter in der Versammlung der Westeuropäischen Union. Mit dem Ende der Legislaturperiode verzichtete er 2002 aus Altersgründen auf eine Wiederwahl.

## Ehrungen und Auszeichnungen
Für seinen sozialen Einsatz wurde Meinolf Michels 1989 durch den Erzbischof Johannes Joachim Degenhardt die Auszeichnung des Papstes „Komtur des Silvesterordens“ verliehen. Außerdem wurde er 1994 mit dem Bundesverdienstkreuz am Bande des Verdienstordens der Bundesrepublik Deutschland durch den Bundespräsidenten ausgezeichnet. Für seine Verdienste im berufsständischen Bereich bekam er im November 2002 zudem noch vom Westfälisch-Lippischen Landwirtschaftsverband die Schorlemer-Plakette in Silber verliehen.